# جون توبي
جون توبي (26 يوليو 1952 - 10 نوفمبر 2023) عالم إنسان أمريكي، شارك في إنشاء مجال علم النفس التطوري مع زوجته عالمة النفس ليدا كوسميديس.

## السيرة الذاتية
حصل توبي على درجة الدكتوراه في الأنثروبولوجيا البيولوجية من جامعة هارفارد في عام 1989 وكان أستاذًا للأنثروبولوجيا في جامعة كاليفورنيا، سانتا باربرا (UCSB).
شارك توبي مع كوسميديس وجيروم باركو في تحرير كتاب "العقل المتكيف: علم النفس التطوري وتوليد الثقافة"، في عام 1992. كما أنهما شاركا في تأسيس وتوجيه مركز علم النفس التطوري في UCSB. حصلت كوسميديس وتوبي على جائزة جان نيكود في عام 2020. توفي جون توبي في 10 نوفمبر 2023 عن عمر يناهز 71 عامًا.